# Naberius

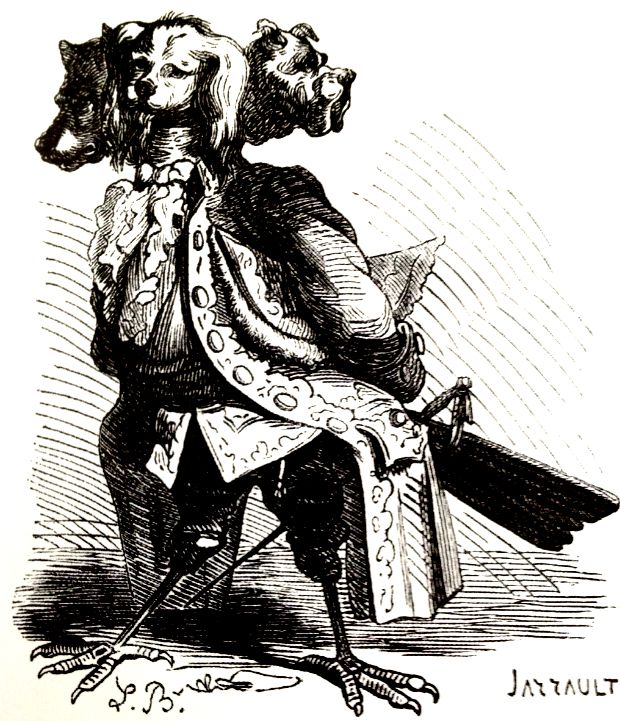
Ilustração de Naberius por Collin de Plancy.

O demônio Naberius, mencionado pela primeira vez por Johann Weyer em 1583, é supostamente o mais valente Marquês do inferno, com dezenove legiões de demônios sob seu comando.
Ele torna os homens perspicazes em todas as artes (e das ciências, de acordo com a maioria dos autores), mas especialmente na retórica, falando com uma voz rouca. Ele também restaura as dignidades e honras perdidas, embora para Johann Weyer, ele adquire a perda deles.
Naberius aparece como um cão de três cabeças ou de um corvo. Ele tem uma voz rouca, porém apresenta-se de forma expressiva e cordial. Ele ensina a arte de viver graciosamente. Ele é retratado como um corvo ou um negro Gruidae.
É associado à imagem do cão que protege uma passagem, e possui ligação direta com o mitológico grego Cerberus, assim como Nibiru (termo em acadiano que significa "cruzamento" ou "ponto de transição"). Pode ser ligado ao mitológico nórdico Garm, ao deus mitológico egípcio Anúbis, ao deus mitológico asteca Xolotl e ao mitológico hindú Sharvara.
Em seu livro de 1577, Pseudomonarchia Daemonum, Weyer considera Cerberus e Naberius como sendo o mesmo demônio. Ele afirma:
§ 17. Naberus, alias Cerberus, Marchio est fortis, forma corvi se ostentans: Si quando loquitur, raucam edit vocem.  Reddit & hominem amabilem & artium intelligentem, cum primis in Rhetoricis eximium.  Prælaturarum & dignitatum jacturam parit. Novendecim legiones hunc audiunt.
"Naberius, também conhecido como Cerberus, é um valente marquês, e mostra-se em forma de corvo: quando fala, sua voz é rouca. Torna um homem amável e perspicaz em todas as artes, principalmente na retórica, e restaura prelacias e dignidades perdidas. Dezenove legiões o escutam (e obedecem)."
Outras ortografias: Cerberus, Cerbere, Kerberus, Naberus, Nebiros.

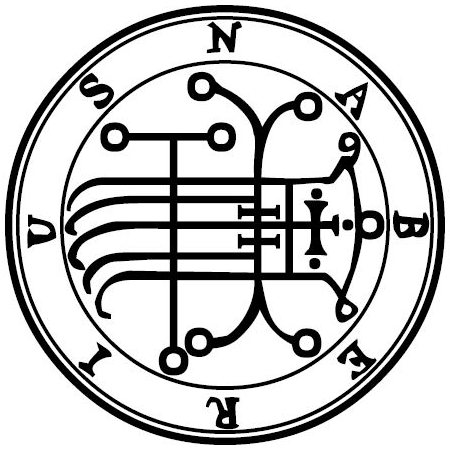
Sigilo de Naberius presente em A Chave Menor de Salomão